# Unterbodenschutz
Der Unterbodenschutz dient der Konservierung des Unterbodens eines Kraftfahrzeuges gegen Rostangriffe und Steinschlag. Unterbodenschutz wird aufgesprüht, seltener gestrichen. Er besteht heute meist aus einem Gemisch von polymeren Pulver auf PVC-Basis, einem Weichmacher, Additiven und Füllstoffen. Werksseitig aufgebrachter Unterbodenschutz wird nochmals durch Erwärmen gehärtet. Für den Heimwerkermarkt ist auch wachsbasierter Unterbodenschutz erhältlich. Bestimmte Sorten von Unterbodenschutz können mit herkömmlichen Lacken überstrichen werden, die meisten modernen auf Wachs- oder Ölbasis jedoch nicht. Bitumen wird bei Neuwagen nicht mehr verwendet. Es wird mit der Zeit spröde und damit unwirksam, außerdem ist das Auftragen wegen des Lösungsmittelgehaltes arbeitshygienisch bedenklich. Heimwerker greifen jedoch weiterhin auf Bitumen zurück, da es kostengünstiger ist als qualitativ höherwertige Wachse und Fette.
Der Unterbodenschutz wird im sogenannten Airless-Verfahren appliziert, welches eine relativ hohe Applikationsgeschwindigkeit und große Sprühbreite zulässt. Es gilt den entstehenden Overspray (Sprühnebel) durch beispielsweise Anpassung vom Abstand des Unterbodens zum Applikationssystem möglichst zu minimieren. Die Auftragsstärke ist dabei abhängig von der Auftragsgeschwindigkeit und der Wahl der Düse.
Der Unterbodenschutz wird gern mit der Nahtabdichtung kombiniert. Durch Auftragsköpfe mit mehreren Düsen, welche in verschiedenen Winkeln angebracht sind, können auch geometrisch komplexe Auftragsbilder realisiert werden.
Der Schutz darf nur an unbewegliche Teile, die sich nicht in hitzegefährdeten Bereichen (Auspuffanlage) befinden oder selbst heiß laufen, aufgetragen werden, insbesondere nicht auf Radlager, Motor, Felgen, Kupplungsseilen und Schalldämpfer.